# 阿蘇くじゅう国立公園
阿蘇くじゅう国立公園（あそくじゅうこくりつこうえん）は、熊本県と大分県にまたがる、九州中央部に位置する国立公園である。1934年12月4日、阿寒国立公園、日光国立公園、中部山岳国立公園、大雪山国立公園とともに指定された。1986年の改称以前は、阿蘇国立公園（あそこくりつこうえん）と呼ばれていた。

## 概要

### 指定区域と名称の変遷
熊本県の旧名である「火の国」の由来といわれる阿蘇山と、大分県にあり九州本土最高峰の中岳を有する九重山（九重連山）を中心とする国立公園である。総面積72,678ha。
当初から九重山周辺も含まれていたが「阿蘇国立公園」の名称で指定された。1953年にはやまなみハイウェイの整備を前提に、沿線となる由布岳、鶴見岳、高崎山（高崎山自然動物園）*¹を拡張指定。1986年には、大分県知事および当時の関係7市町村の陳情を経て、「阿蘇くじゅう国立公園」と改称された。なお、「くじゅう」が平仮名であるのは、九重と久住の両地区（どちらも読みは「くじゅう」）での議論を踏まえてのものである。
- 高崎山は後に瀬戸内海国立公園の一部となる。

### 特徴と植生
環境省は、特徴のひとつに火山地形を挙げている。やまなみハイウェイを起点に湧出する温泉群「くじゅう連山温泉郷」の他、筋湯温泉や長湯温泉など温泉が点在するほか、大岳および八丁原に地熱発電所が建設されている。
天然記念物に指定されていた国造神社の「手野のスギ」（平成12年5月指定解除）が知られるほか、久住山周辺のコケモモ、大船山周辺のミヤマキリシマ、スズランなどの高山植物が見られる。高原地域にはサクラソウ、リンドウ（ハルリンドウ）、ヒゴタイなどが群生。また、特別天然記念物のニホンカモシカが生息している。

## 火山
阿蘇カルデラ、阿蘇山、九重山、由布岳、鶴見岳

## 歴史
- 1934年12月4日、阿蘇国立公園として指定される。
- 1953年9月1日、大分県の由布岳、鶴見岳、高崎山を拡張指定。
- 1956年5月1日、高崎山が分離、瀬戸内海国立公園へ編入。
- 1964年6月25日、やまなみハイウェイ、「有料道路別府阿蘇道路」として供用開始。
- 1986年9月10日、阿蘇くじゅう国立公園へ名称変更。
- 1994年6月25日、やまなみハイウェイ、料金徴収期間満了に伴い無料開放。

## 観光スポット

### 熊本県

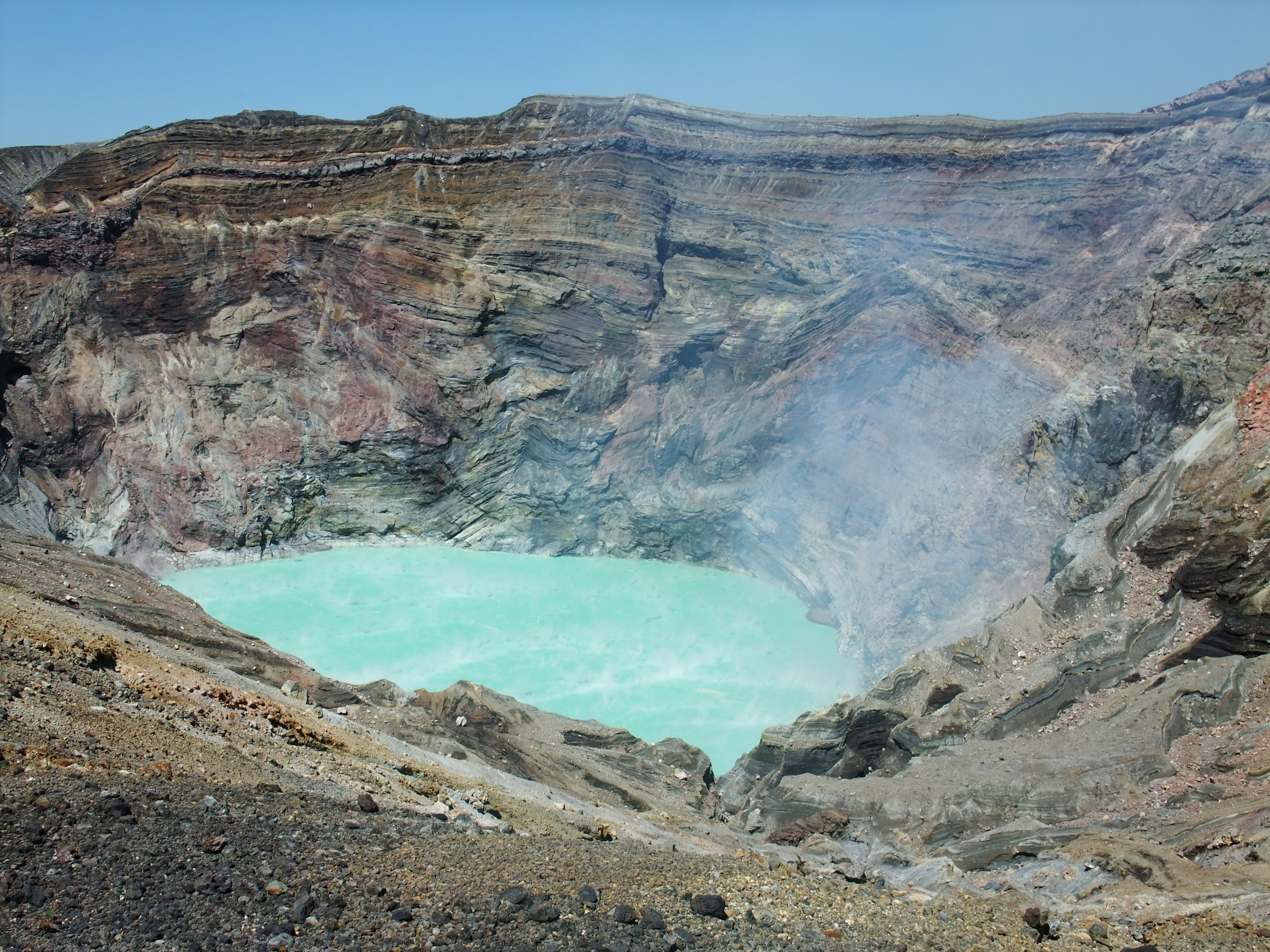
阿蘇五岳のひとつ、中岳の火口

- 阿蘇山 - 世界最大級のカルデラ式火山。中央火口丘である阿蘇五岳（中岳（1,506m）・高岳（1,592m）・根子岳（1,433m）・杵島岳（1,326m）・烏帽子岳（1,337m））や阿蘇谷・南郷谷およびそれを取り囲む外輪山などからなる。
- 仙酔峡
- 草千里
- 阿蘇神社 - 肥後国の一宮。
- 大観峰 - 阿蘇外輪山に位置する展望台。
- 瀬の本高原
- 菊池渓谷 - 四十三万滝（日本の滝百選）がある渓谷。森林浴の森100選。名水百選。
- 白川水源 - 白川吉見神社から沸き出している水源。湧出量は毎分60トン。名水百選に選ばれている。

### 大分県

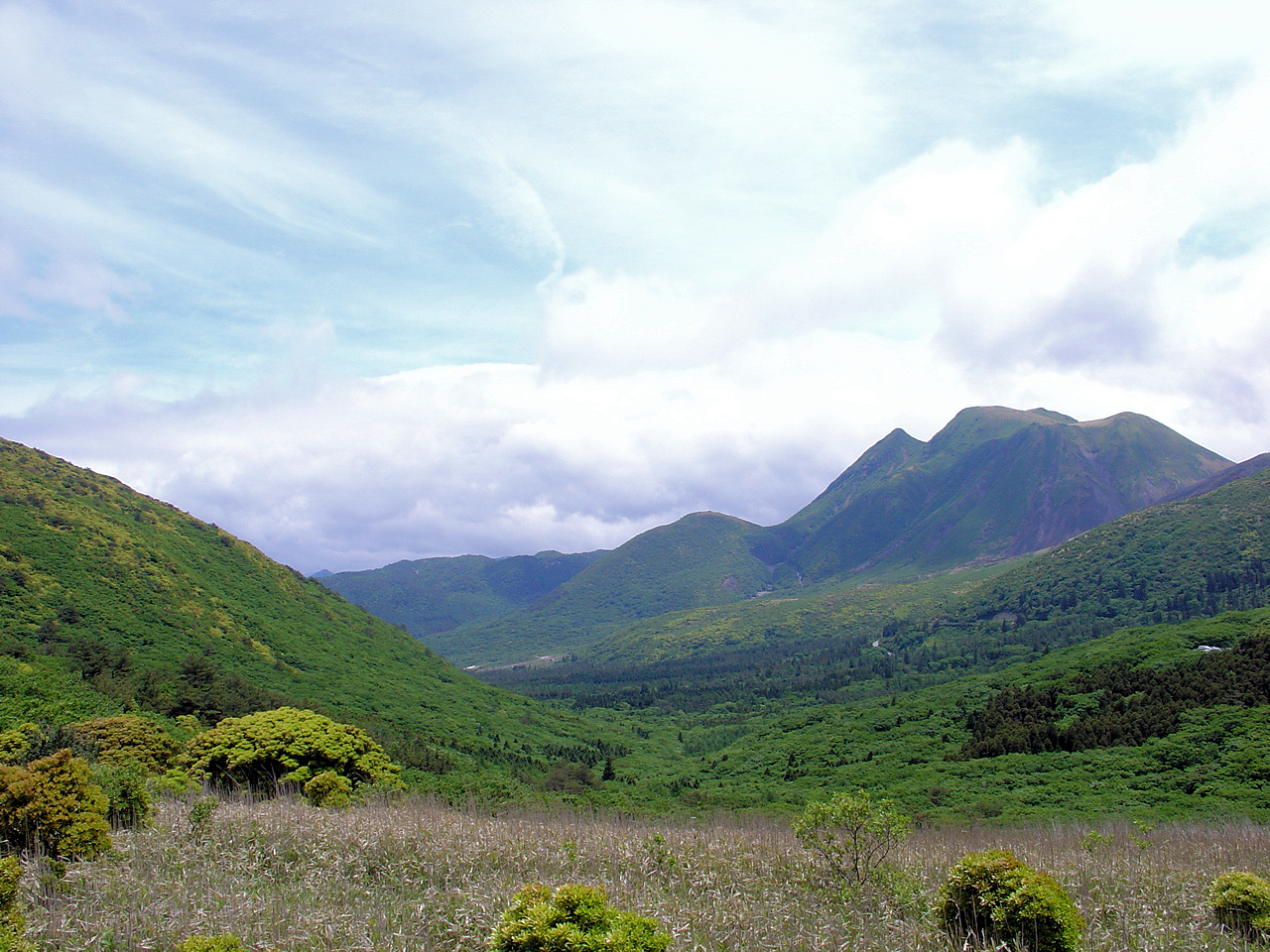
牧ノ戸峠から見た九重連山

- 九重山（九重連山） - 九州本土最高峰である中岳（1,791m）、主峰久住山（1,786m）をはじめ、稲星山（1,774m）、星生山（1,762m）、三俣山（1,745m）、大船山（1,786m）等の1,700m級の山々が連なる。
  - 坊ガツル、タデ原 - 九重連山にあるラムサール条約登録湿地。
  - 九重九湯（宝泉寺温泉、壁湯温泉、川底温泉、龍門温泉、湯坪温泉、筋湯温泉、筌の口温泉、長者原温泉、寒の地獄温泉）、法華院温泉 - 九重連山の山腹、山麓にある温泉。
  - 久住高原 - 九重連山南麓にある高原。与謝野鉄幹、晶子夫妻の句が残されている。
  - 飯田高原 - 九重連山北麓にある高原。川端康成の小説「波千鳥」の舞台となった。
- 由布岳 - 新百名山のひとつ。豊後富士とも呼ばれる。
- 鶴見岳 - 冬季に見られる霧氷や、別府湾の日の出で知られる。
- 城島高原 - 鶴見岳南麓にある高原。
- 志高湖 - 海抜600mにある高原の湖。キャンプ場が併設されている。
- 高崎山（高崎山自然動物園） - ニホンザルの群生で知られる山。1956年に分離、瀬戸内海国立公園に編入された。

### ビジターセンター
利用者数は2008年（平成20年）。
| センター名             | 設置者 | 所在地                       | 利用者数（人） |
| ---------------------- | ------ | ---------------------------- | -------------- |
| 長者原ビジターセンター | 環境省 | 大分県玖珠郡九重町田野255-33 | 33,400         |
| 南阿蘇ビジターセンター | 環境省 | 熊本県阿蘇郡高森町高森3219   | 18,829         |

## 関連市町村
以下は市町村合併を反映した2006年5月現在のものであり、指定当時とは名称が異なる自治体も含まれる。
- 熊本県
  - 菊池市
  - 菊池郡
    - 大津町

  - 阿蘇市
  - 阿蘇郡
    - 小国町
    - 南小国町
    - 産山村
    - 高森町
    - 南阿蘇村
- 大分県
  - 大分市
  - 別府市
  - 由布市
  - 竹田市
  - 玖珠郡
    - 玖珠町
    - 九重町

## ギャラリー

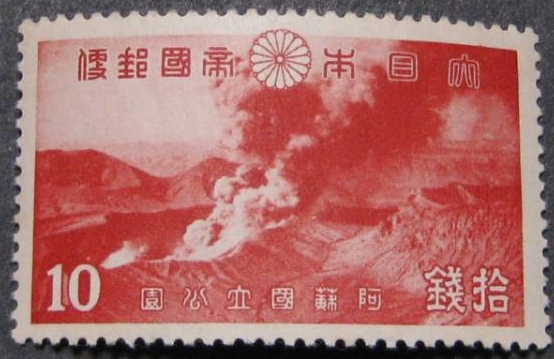
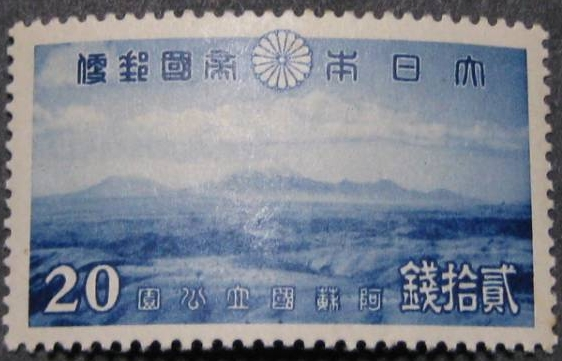